# 켄 홈
켄 홈(Ken Hom ; 1949년 5월 3일 ~ )은 미국의 요리연구가, 방송인이다. 중국계 미국인(Chinese-American)으로서 캘리포니아 대학교 재학 중 삼촌이 경영하는 식당에서 일을 하였고, 요리학교 교사로도 일하기도 하였다. 1984년 영국 BBC의 《켄 홈의 중국 요리》라는 프로그램을 통해 방송활동을 시작하였으며, 지금까지 여러 텔레비전 프로그램에 출연하기도 하였다. 그리고 아시아 음식을 주제로 한 도서를 출판하기도 하였다. 현재 그는 식당 경영 컨설턴트로 활동하고 있다.

## 주요 출연작
- 《켄 홈의 중국 요리》(1984년)
- 《뜨거운 요리사》(1992년)
- 《켄 홈의 뜨거운 튀김솥》(1996년)
- 《켄 홈의 튀김솥과 함께 하는 여행》(1998년)
- 《아주 간단한 중국 요리》(2000년)
- 《일을 하려면 밖으로 가라》(2007년, 이상 영국 BBC)
- 《누들로드》(2008년과 2009년, 대한민국 KBS 1TV.)

## 대표작

### 저서
- 켄 홈; 스테이만, H. (1981년). 《중국의 기술》. 뉴욕: 사이먼 앤 슈스터. ISBN 0-671-25347-6.
- 켄 홈 (1984년). 《중국 요리》. 런던: BBC 북스. ISBN 0-563-21106-7.
- 켄 홈 (1987년). 《켄 홈의 동양의 고기와 서양의 주방장이 만나다》. 런던: 맥밀리언. ISBN 0-333-45989-X.
- 켄 홈 (1987년). 《켄 홈의 채소와 파스타 책》. 런던: BBC 북스. ISBN 0-563-20539-3.
- 켄 홈 (1988년). 《아시아 채식주의자 이야기》. 뉴욕: 모로. ISBN 0-688-07753-6.
- 켄 홈 (1989년). 《향기로운 항구의 맛 : 홍콩에서의 새로운 중국 요리》. 뉴욕: 사이먼 앤 슈스터. ISBN 0-671-64469-6.
- 켄 홈 (1989년). 《켄 홈의 빠르고 쉬운 중국 요리》. 런던: BBC 북스. ISBN 0-563-20675-6.
- 켄 홈 (1990년). 《중국의 맛》. 런던: 파빌리온. ISBN 1-85145-247-8.
- 켄 홈 (1994년). 《켄 홈의 중국 요리법》. 런던: 파빌리온. ISBN 1-85793-388-5.
- 켄 홈 (1994년). 《켄 홈의 중국 부엌》. 런던: 파빌리온. ISBN 1-85145-951-0.
- 켄 홈 (1995년). 《켄 홈의 채소 요리》. 런던: BBC 북스. ISBN 0-563-36958-2.
- 켄 홈 (1997년). 《켄 홈의 중국을 요리하다》. 런던: BBC 북스. ISBN 0-563-38349-6.
- 켄 홈 (1996년). 《켄 홈의 뜨거운 튀김솥》. 런던: BBC 북스. ISBN 0-563-37100-5.
- 켄 홈 (1996년). 《켄 홈의 아시아 재료》. 버클리, 캘리포니아: 텐 스피드. ISBN 0-89815-795-1.
- 켄 홈 (1997년). 《켄 홈의 튀김솥과 함께 하는 여행》. 런던: BBC 북스. ISBN 0-563-38394-1.
- 켄 홈 (1998년). 《켄 홈의 쌀과 면 요리》. 런던: BBC 북스. ISBN 0-563-38349-6.
- 켄 홈 (1998년). 《켄 홈의 쉬운 가족 요리: 요리 회고록》. 런던: BBC 북스. ISBN 0-563-38439-5.
- 켄 홈 (1999년). 《켄 홈의 태국 요리》. 런던: 헤드라인. ISBN 0-563-38454-9.
- 켄 홈 (2000년). 《켄 홈의 아주 쉬운 중국 요리》. 런던: BBC 북스. ISBN 0-563-53419-2.
- 켄 홈 (2001년). 《켄 홈의 새로운 중국 요리》. 런던: BBC 북스. ISBN 0-563-55133-X.
- 켄 홈 (2001년). 《켄 홈의 빠른 튀김솥: 동양의 빨라진 요리》. 런던: 헤드라인. ISBN 0-7472-2223-1.
- 켄 홈 (2002년). 《쉬운 태국 요리》. 런던: BBC 북스. ISBN 0-563-49328-3.
- 켄 홈 (2003년). 《아주 쉬운 아시아 요리》. 런던: BBC 북스. ISBN 0-563-48869-7.
- 켄 홈 (2003년). 《내가 즐겨 먹는 중국 요리》. 런던: BBC 북스. ISBN 0-563-48726-7.
- 켄 홈 (2004년). 《켄 홈의 볶음 요리 100선》. 런던: BBC 북스. ISBN 0-563-52164-3.
- 켄 홈, 룰리어, M. (2004년). 《튀김솥과 Co》. 런던: 하치트. ISBN 1-84430-177-X.
- 켄 홈 (2005년). 《쉬운 중국 요리》. 런던: BBC 북스. ISBN 0-563-52179-1.
- 켄 홈, 찬, W. (2005년). 《신선한 중국인: 80세 이상 살 수 있는 중국 요리법》. 런던: BBC 북스. ISBN 0-600-61191-4.
- 켄 홈 (2009년). 《중국 요리》. 런던: BBC 북스. ISBN 978-1-84607-605-3.